# Trawler
En trawler er et fiskefartøj. Disse findes i mange forskellige størrelser, fra under 100 til over 1.000 ton. De fisker med trawl, som er et stort tragtformet fiskenet, der slæbes i stålwirer efter fiskefartøjet. Trawlet kan slæbes ved bunden og kaldes da bundtrawl eller i de frie vandmasser mellem overflade og bund, hvor det kaldes flydetrawl (herunder pelagisk trawl). På hver side af trawlet er der fastgjort en trawlskovl af træ eller jern. Skovlens opgave er at holde trawlet udspilet vandret under fiskeriet, så det er muligt at fange fiskene fra det vand, som trawlet slæbes igennem. Trawl er i dag det altdominerende fiskeredskab og samtidig det, som kan anvendes til fiskeri efter flest forskellige arter fisk og skaldyr.
Nogle af de allerstørste trawlere har i dag fabrikker ombord til at forarbejde fangsten. De går under navnet supertrawlere.
Der er ofte mange penge involveret i fiskeriet med trawlere, og fiskeriet udføres i dag af forholdsvis få både. Således ligger de otte største danske trawlere ifølge Jyllands-Posten inde med kvote-værdier for kr 4,8 milliarder, og de samme otte tegner sig for en fjerdedel af værdien af de samlede danske landinger i 2010 ifølge brancheorganet Danmarks Pelagiske Producentorganisation.

## Kapitalisering af fiskekvoter
I 2003 og 2006 åbnede Folketinget for, at fiskerne, som havde fået kvoter foræret gratis af den danske stat, kunne handle med kvoterne. Det har fået nogle til at trække sig ud af fiskeriet og sælge deres kvoter, mens andre har købt massivt op. Nogle har solgt kvoter med milliongevinster. Avisen Jyllands-Posten havde et eksempel på en 67 meter lang trawler "Isafold" fra Hirtshals, som var fyldt op med kvoter, der på daværende tidspunkt kunne værdisættes til godt 1 milliard kroner. Skibets værdi oversteg dermed A.P. Møller - Mærsks Triple-E skibe, som er verdens største og mest effektive containerskibe. Personer, som ejer mange fiskekvoter, og som kan blive meget rige ved at sælge kvoterne, kaldes ofte kvotekonger.

### Færøerne
På Færøerne skete det samme som i Danmark ca. 10 år tidligere. Under Finanskrisen på Færøerne 1989–1995 blev færøske politikere nødt til at gennemføre radikale ændringer i fiskerierhvervet. En af ændringerne var, at fiskerettighederne blev privatiserede. Kvoterne blev den 1. marts 1994 givet gratis til de redere, som stadig ejede fiskeskibe og var aktive i fiskerierhvervet og derved havde klaret sig igennem krisen. Den færøske lov om erhvervsfiskeri (Lóg um vinnuligan fiskiskap) siger i §2, at fiskeressourcerne i havet omkring Færøerne og de rettigheder, som det færøske hjemmestyre har opnået ved forhandlinger med andre nationer, tilhører det færøske folk.
Fiskerettighederne kan ifølge loven trækkes tilbage efter 10 år uden erstatningspligt for det offentlige. Den positive ressourcerente tilfaldt vederlagsfrit de redere, der havde stået krisen igennem. Fiskerettighederne kan efter loven hverken pantsættes eller sælges, men denne formulering blev politisk og administrativt blødt op. Man fortolkede loven således, at godt nok kunne rettighederne ikke sælges, men de kunne omsættes. Fiskerettighederne kan i realiteten frit sælges til hvem som helst og for hvad som helst. Ved salg af fiskefartøjer har det
været muligt for rederne at trække værdien af fiskerettighederne ud af erhvervet. Skibet sælges sammen med tilhørende fiskerettigheder. Der er eksempler på, at fiskefartøjer er steget til den fire- eller femdobbelte værdi. Der blev derved skabt et nyt begreb, som kaldes kvotebaroner. Nye aktører, som senere er kommet ind i fiskerierhvervet på Færøerne, har ikke fået fiskerettighederne gratis, men har derimod været nødt til at betale høje priser for et eller flere skibe med tilhørende fiskerettigheder, og derved er skibene blevet meget dyrere, end de ville have været værd uden fiskerettigheder. De nye redere får ikke nogen ressourcerente. I forbindelse med den udbredte omsætning af skibe med tilhørende fiskerettigheder sker der en genbelåning af skibet, og der sker en belåning af rettighederne uden pant. Der tages lån mod forventet fangst.

## Galleri
- Trawler af en type var almindelig før i tiden
- Den norskbyggede supertrawler 'FV Margiris' på 9.500 ton.
- Tróndur í Gøtu er en moderne færøsk fisketrawler, der ejes af Varðin í Gøtu.